# Carcharodon hubbelli
Carcharodon hubbelli es una especie extinta de tiburón perteneciente a la familia de los lámnidos conocido a partir de fósiles hallados en la Formación Pisco en el suroeste de Perú, que data de finales del período Mioceno. Este tiburón es una especie transicional, mostrando características intermedias entre los actuales grandes tiburones blancos y los tiburones mako prehistóricos, más pequeños.
Esta especie debe su nombre al geólogo Gordon Hubbell, quien encontró sus primeros fósiles en exploración de campo.